# ファーティマ
ファーティマ（فاطمة الزهراء Fāṭima al-Zuhrā' 606年または614年 - 632年8月28日）は、イスラームの開祖ムハンマドの娘で、アリー（第4代正統カリフ）の妻。ムハンマドの血を引く娘であること、シーア派イマームの祖となったことなどから、シーア派において非常に尊敬されている。また、ムハンマドの寵愛を受けたことから、イスラーム圏における理想の女性の象徴とみなされている。イスラム教で最もポピュラーな女性の名前の1つである。
ムハンマドの死後まもなく、ファーティマの死をめぐって論争が起こった。スンニ派は、ファーティマが父を失った悲しみで亡くなったとする。シーア派は、ファーティマは彼女の家への攻撃で負った負傷によって流産し、死亡したとする。そして新しくカリフとなったアブー・バクルはウマルに自身の権威を強化するよう命じたのだという。 ファーティマとアリーはアブー・バクルのカリフ制を受け入れなかった。 二人は、ムハンマドが後継者としてアリーを選んだと主張した。 シーア派の伝承によると、アブー・バクルはガディール・フンムの出来事においてアリーに忠誠を誓った。ファーティマは死後、秘かに埋葬され、正確な埋葬場所は不明である 。

## 系図
| ムハンマド | ムハンマド | ムハンマド | ムハンマド | ムハンマド | ムハンマド |              |              |              |              |              |              | ハディーシャ | ハディーシャ | ハディーシャ | ハディーシャ | ハディーシャ | ハディーシャ |          |          |          |          |          |          |  |  |  |  |  |  |  |  |
| ムハンマド | ムハンマド | ムハンマド | ムハンマド | ムハンマド | ムハンマド |              |              |              |              |              |              | ハディーシャ | ハディーシャ | ハディーシャ | ハディーシャ | ハディーシャ | ハディーシャ |          |          |          |          |          |          |  |  |  |  |  |  |  |  |
|            |            |            |            |            |            |              |              |              |              |              |              |              |              |              |              |              |              |          |          |          |          |          |          |  |  |  |  |  |  |  |  |
|            |            |            |            |            |            | ファーティマ | ファーティマ | ファーティマ | ファーティマ | ファーティマ | ファーティマ |              |              |              |              |              |              | アリー   | アリー   | アリー   | アリー   | アリー   | アリー   |  |  |  |  |  |  |  |  |
|            |            |            |            |            |            | ファーティマ | ファーティマ | ファーティマ | ファーティマ | ファーティマ | ファーティマ |              |              |              |              |              |              | アリー   | アリー   | アリー   | アリー   | アリー   | アリー   |  |  |  |  |  |  |  |  |
|            |            |            |            |            |            |              |              |              |              |              |              |              |              |              |              |              |              |          |          |          |          |          |          |  |  |  |  |  |  |  |  |
|            |            |            |            |            |            |              |              |              |              |              |              |              |              |              |              |              |              |          |          |          |          |          |          |  |  |  |  |  |  |  |  |
|            |            |            |            |            |            | ハサン       | ハサン       | ハサン       | ハサン       | ハサン       | ハサン       |              |              |              |              |              |              | フサイン | フサイン | フサイン | フサイン | フサイン | フサイン |  |  |  |  |  |  |  |  |

## 生涯
スンナ派の伝承によれば606年、シーア派の伝承によれば614年に、預言者ムハンマドとその最初の妻ハディージャの娘としてマッカで生まれた。

### 結婚
ムハンマドがマッカからマディーナに移住した後、ウマルとアブー・バクルと他の何人かはファーティマと結婚することを望んだが、ムハンマドは彼らの求婚を拒否し、自分は何をすべきか神が命じるのを待っていると告げた。しばらくしてムハンマドはアリーに、神が娘をアリーと結婚するように命じたと語った。しかしアリーは貧困のため敢えて求婚しなかった。そこでムハンマドはアリーのために助け舟を出した。 ムハンマドはアリーに、ファーティマの持参金に十分な資金を調達するため、彼の鎧を売るように言った。 ムハンマドの助言によれば、金額の3分の1から3分の2は香水に費やされ、残りは家庭の必需品に費やされた。 それから、ムハンマドはファーティマに彼がアリーと結んだ約束を知らせた。 イブン・サッドによれば、ファーティマは何も言わず、ムハンマドはこれを満足のしるしと見なした。
ホセインナスルは、アリーとファーティマの結婚は、ムハンマドの親戚の最も重要で、神聖な人物同士の結婚と見なされている故に、すべてのイスラム教徒にとって特別な宗教的重要性を持っているとする。ムハンマドはほとんど毎日ファーティマを訪ね、そして結婚の宴においてアリーに近づき、彼はこの世界でも来世でも自分の兄弟であると述べた 。
ファーティマは、ムハンマドの従弟アリー と結婚し、彼との間に3人の息子と2人の娘をもうけた。このうち、長男ハサン・イブン・アリー、次男フサイン・イブン・アリーの2人の息子はそれぞれシーア派の第2代、第3代イマームとなった。

## 死
ファーティマはムハンマドの死後わずか数ヶ月で亡くなった。シーア派とスンニ派両者の伝承によると、ファーティマは当時18歳か、あるいは29歳であった。
スンニ派は、彼女が父ムハンマドの死に対する悲しみで亡くなったとする。
シーア派は、ファーティマがウマルとアブー・バクルによるアリーの家への攻撃で負傷した後、数ヶ月後に死亡したとする。
シーア派は、当時妊娠していたファーティマがこの攻撃で重傷を負ったと信じている。そして、これらの怪我が直接の原因となって、彼女は流産し、ついには死亡したとする。
スンニ派とシーア派ともに、ファーティマの最後の望みは彼女の葬式にアブー・バクルが出席しないことであったということで一致している 。アリーは彼女の最後の願いを果たすためにファーティマを密かに埋葬した。 彼は彼の家族と数人の親戚を伴っていた。
シーア派の伝承は、ファーティマの死と、彼女とアリーとの幼い子供たちの大きな苦しみの後の悲劇的な出来事を伝えている。
スンニ派とシーア派の両方が、「ファーティマは私の一部である。彼女を怒らせる者は誰でも私を怒らせたのである」という伝承を伝えている。また、ファーティマが彼女の死までアブー・バクルとウマルに腹を立てていたことにも同意している。シーア派は、アッラーは彼の預言者を怒らせる者たちに厳しい摂理を齎すとクルアーンに述べられていると主張している。
多くの初期イスラーム史の人物とは異なり、ファーティマの正確な埋葬場所は不明である。スンニ派の伝承によると、ムハンマドがファーティマを歴史上最も純粋な女性と見なしたとされるが、そのことを考慮すると、このような状況は非常に奇妙なことになる。
スンニ派は、バキヤの墓地と彼女の家の2つの場所が、おそらくファーティマの埋葬地であるとする。
埋葬が秘密裏になされた理由は、初期のイスラーム教団の権力者とムハンマドの子孫との敵対であった。 シーア派の伝承によると、ウマルはファーティマが秘かに埋葬されたことを知った後、ファーティマの遺体を見つけ出して、再び公の場に埋葬しようと考えた。 最終的に、ウマルを止めたのはアリーが彼を殺すという脅威であった。

## 倫理的特徴

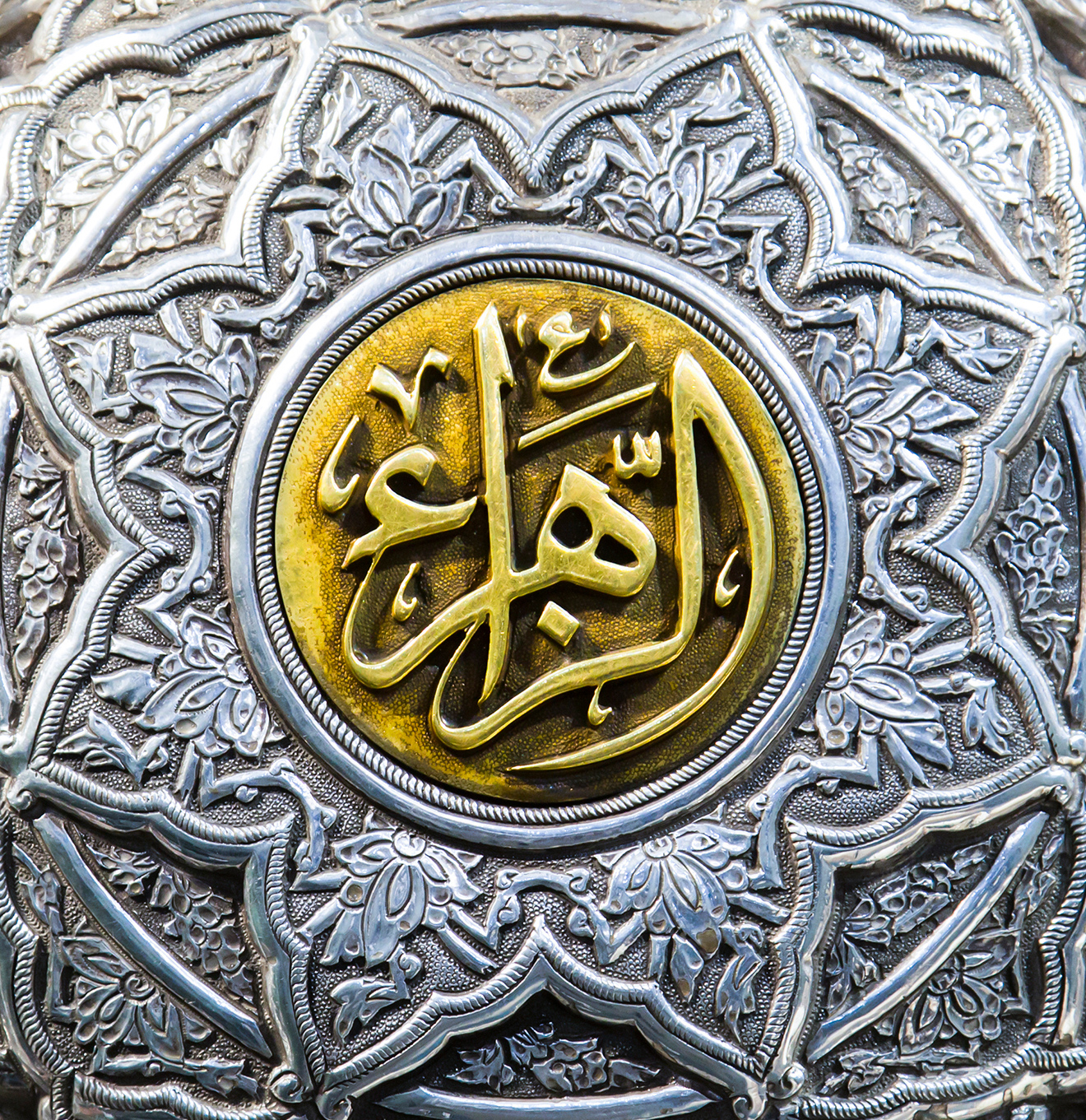

イスラームでは、ファーティマはキリスト教の聖母マリアと似た立場にある。彼女がムハンマドの後に存命であった短い月日の間、ファーティマはアリーの最も有力な支持者であり、また、アブー・バクルがムハンマドの後継者となることに反対した。
ハディースは、ファーティマの性格を知るための最良の情報源でもある。
ファーティマを悲しませる者は、私とアッラーを悲しませ、彼女を喜ばせる者は、私とアッラーを喜ばせる。
ムハンマドはファーティマを「自分の一部」と見なし、史上最も純粋な女性と見なした。言葉と行いにおいてファーティマほどムハンマドに似ている人は誰もいなかった。ファーティマが部屋に入るときはいつでも、ムハンマドは彼女のために起きて、自分の隣に彼女を座らせた 。ムハンマドは、ファーティマは天国に足を踏み入れる最初の者となるだろうと予言していた。
イスラーム教徒の観点から、ムハンマドのファーティマへの並外れた愛と尊敬は彼の父の愛を超えている。 なぜなら、ムハンマドは彼の望みに従って決して話さなかったからである。
ファーティマについてのムハンマドの言葉は、アッラーにとっての彼女の見方を反映しているにすぎないという。 同じように、彼はファーティマをとても愛し、あだ名として自身の母親の名前で呼んだ。

## 伝承の矛盾

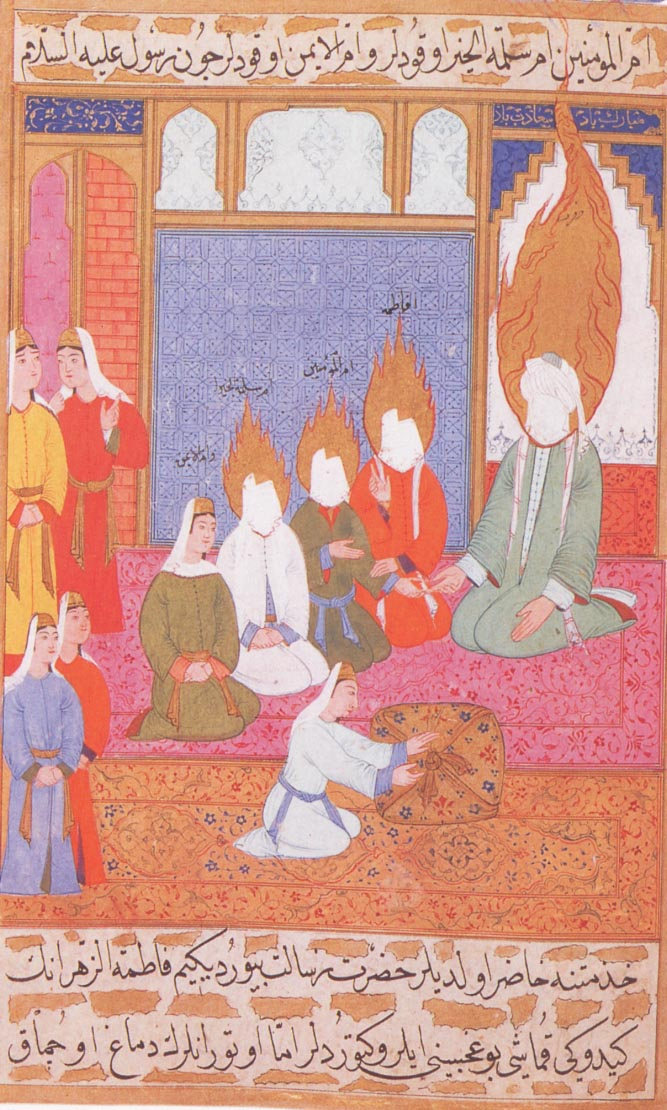
預言者ムハンマドと娘たち。ムハンマドのすぐ隣に座っている赤い服を着たベールの人物がファーティマ。（オスマン朝時代の預言者伝より）

スンナ派とシーア派とでは彼女の生涯や人物像に関する伝承に違いが見られる。
例えばスンナ派の歴史的な伝承によれば、ファーティマはハディージャとムハンマドの末娘として生まれ、若くして病死したとされている。一方シーア派の伝承においては、彼女はムハンマドの唯一の娘であり、末娘という位置付けは夫アリーの正当性を貶めるためにスンナ派が広めたものである、といった説明がなされてきた。
またファーティマの生誕年についても、スンナ派とシーア派では伝承に示されている年に違いが見られる。
これらの伝承はともに最初は口承によってそれぞれの集団内部で伝えられ、100年以上時代が下った後に文章化されたものであるため、どちらがより正確な事実を反映しているのかを判断するのは難しいとされる。

## 後世における崇敬

### シーア派における神聖視
シーア派はアリーあるいはアリーとファーティマの子孫だけがイマームになれるとしたので、イマームを名乗るということは彼女の子孫であると名乗ることとほぼ同意である。また彼女が初代イマームの妻でまた第2代、3代イマームの母親であるということが彼女のシーア派における立場を決定している。
特筆すべき例として、10世紀から11世紀にかけてエジプトを中心に興ったシーア派王朝ファーティマ朝の名が彼女の名に由来することが挙げられる。ファーティマ朝の始祖アル＝マフディーは、アリーとファーティマの子供の内フサインの系統に属し、その曾孫ジャアファル・サーディクの孫ムハンマド・イブン＝イスマーイールの曾孫ないし玄孫を名乗ってイスマーイール派を奉じていた。

### 「理想の女性」としてのイスラーム圏における崇敬
ムハンマドは常々ハディージャは自分にとって最高の女性だったと述べていた。そのこともあってかファーティマはムハンマドに可愛がられ、ハサンとフサインもムハンマドに可愛がられたとのことである。ムハンマドがファーティマ、アリー、ハサン、フサインを挙げて、彼らこそ自分の家族であると述べたという逸話が存在する。このような由縁により、ファーティマの手と呼ばれる護符の崇拝などが後世への影響として見られる外、今日でもイスラーム圏では「ファーティマ」は女性の名前として好まれており、さまざまな地域の口語アラビア語や土着言語に取り入れられ、ファートマ、ファートゥマ（日本ではファツマと表記されることもある）、ファーテメ（ペルシア語）などさまざまな形に変化している。